# Stony Brook (Metro de Boston)
Stony Brook es una estación en la línea Naranja del Metro de Boston. La estación se encuentra localizada en 100 Boylston Street y 180 Lamartine Street en Boston, Massachusetts. La estación Stony Brook fue inaugurada el 4 de mayo de 1987. La Autoridad de Transporte de la Bahía de Massachusetts es la encargada por el mantenimiento y administración de la estación. 

## Descripción
La estación Stony Brook cuenta con 1 plataforma central y 2 vías. 

## Conexiones
La estación es abastecida por las siguientes conexiones: 
- Rutas de autobuses: 48